# Nowe Miasto (gromada w powiecie nowomiejskim)
Nowe Miasto (planowana lecz nie wdrożona nazwa: Pacołtowo) – dawna gromada, czyli najmniejsza jednostka podziału terytorialnego Polskiej Rzeczypospolitej Ludowej w latach 1954–1972.
Gromady, z gromadzkimi radami narodowymi (GRN) jako organami władzy najniższego stopnia na wsi, funkcjonowały od reformy reorganizującej administrację wiejską przeprowadzonej jesienią 1954 do momentu ich zniesienia z dniem 1 stycznia 1973, tym samym wypierając organizację gminną w latach 1954–1972.
Gromadę Nowe Miasto z siedzibą GRN w mieście Nowym Mieście Lubawskim (nie wchodzącym w jej skład) utworzono – jako jedną z 8759 gromad na obszarze Polski – w powiecie nowomiejskim w woj. olsztyńskim na mocy uchwały nr 20 WRN w Olsztynie z dnia 4 października 1954. W skład jednostki weszły obszary dotychczasowych gromad Gwiździny, Pacołtowo i Tylice ze zniesionej gminy Nowe Miasto-wieś w tymże powiecie. Dla gromady ustalono 19 członków gromadzkiej rady narodowej. Gromada powstała w miejsce planowanej gromady Pacołtowo z siedzibą w Pacołtowie (obecnie Pacółtowo).
31 grudnia 1961 do gromady Nowe Miasto włączono wsie Brajan, Kaczek i Nawra, przysiółek Łąki Bratjańskie oraz osadę Mazanowo ze zniesionej gromady Bratjan w tymże powiecie.
Gromada przetrwała do końca 1972 roku, czyli do kolejnej reformy gminnej. 1 stycznia 1973 w powiecie nowomiejskim reaktywowano gminę Nowe Miasto Lubawskie.